# 491 (pel·lícula)
491 és una pel·lícula dramàtica Sueca en blanc i negre del 1964 dirigida per Vilgot Sjöman, basada en una novel·la de Lars Görling. La història tracta d'un grup de joves criminals que són escollits per participar en un experiment social en què se'ls assigna a viure junts en un apartament mentre són supervisats per dos treballadors socials indulgents. El lema de la pel·lícula és: "Està escrit que 490 vegades pots pecar i ser perdonat. Aquesta pel·lícula tracta sobre la 491a".
Aquesta polèmica pel·lícula, que presentava una escena de violació homosexual masculina, va ser per primera vegada prohibida a Suècia, però es va tornar a estrenar després de la reedició.Una de les escenes eliminades mostrava una dona sent violada per un gos. La pel·lícula també va ser prohibida a Noruega fins al 1971.
Les reaccions dels cercles especialment conservadors de Suècia van ser de fàstic i indignació, i la indignació va ser una de les raons per les quals es va fundar el Partit Demòcrata Cristià el 1964.

## Repartiment
- Lars Lind| com a Krister
- Leif Nymark com a Nisse
- Stig Törnblom com a Egon
- Lars Hansson com a Pyret
- Sven Algotsson com a Jingis
- Torleif Cederstrand com a carnisser
- Bo Andersson com Fisken
- Lena Nyman com a Steva
- Frank Sundstrom com a inspector
- Åke Grönberg com el reverend Mild
- Mona Andersson com a Kajsa
- Jan Blomberg com a Tester
- Siegfried Wald com a mariner alemany
- Willem Fricke / Wilhelm Fricke com a mariner alemany
- Erik Hell com a policia
- Leif Liljeroth com a policia